# EBISU ANIMAL ANTHEM
「EBISU ANIMAL ANTHEM」 (えびすあにまるあんせむ）は、第2世代・恵比寿マスカッツの3枚目のシングルCD。

## 概要
5月13日にミュージック・カードが先行発売されている。
CDのみの通常盤とソロミュージックビデオDVD付きの初回限定盤の2形態でリリース。だって恋だしんの楽曲には安田大サーカスのクロちゃんも参加している。
- 読売テレビ『すもももももも!ピーチCAFÉ』6月度エンディングテーマ。
- 読売テレビ『音力-ONCHIKA-』6月度エンディングテーマ。
- 読売テレビ『キューン!』6月度エンディングテーマ。

## 収録曲
1. EBISU ANIMAL ANTHEM [4:34]
2. だって恋だしん (Feat.クロサッキー) [3:46]
3. バツワン (feat.みひろ) [3:29]
4. EBISU ANIMAL ANTHEM(インストゥルメタル) [4:33]
5. だって恋だしん(インストゥルメタル)[3:45]
6. バツワン(インストゥルメタル) [3:29]
7. EBISU ANIMAL ANTHEM(アカペラver) [4:24]
8. だって恋だしん(アカペラver) [3:37]
9. バツワン(アカペラver) [3:15]

### DVD
EBISU ANIMAL ANTHEM
1. 三上悠亜ソロver
2. 桃乃木かなソロver
3. 市川まさみソロver
4. 羽咲みはるソロver
5. 川上奈々美ソロver
6. 吉澤友貴ソロver
7. 辰巳シーナソロver
8. 友田彩也香ソロver
9. 桜もこ/架乃ゆらツインズver